# Rebellion (2024)
Pour les articles homonymes, voir Rebellion (homonymie).
L'édition 2024 de Rebellion est un Pay-per-view de catch (lutte professionnelle) produit par la promotion américaine Total Nonstop Action Wrestling. L'événement a eu lieu le 20 avril 2024 au Palms Casino Resort à Paradise (Nevada). Il s'agit de la 6e édition de Rebellion.

## Contexte
Les spectacles de la Total Nonstop Action Wrestling sont constitués de matchs aux résultats prédéterminés par les scénaristes de la compagnie. Ces rencontres sont justifiées par des storylines – une rivalité entre catcheurs, la plupart du temps – ou par des qualifications survenues dans les shows. Tous les catcheurs possèdent un gimmick, c'est-à-dire qu'ils incarnent un personnage gentil (Face) ou méchant (Heel), qui évolue au fil des rencontres. Un événement comme Rebellion est donc un événement tournant pour les différentes storylines en cours.

## Tableau des matchs
| Ordre par numéros | Résultat | Stipulation(s)                                                    | Temps |
| --- | --- | ----------------------------------------------------------------- | ----- |
| 1P | ABC (Ace Austin et Chris Bey) et Leon Slater battent The Rascalz (Trey Miguel et Zachary Wentz) et Myron Reed          | 6-Man Tag Team match                                              | 9:05  |
| 2P | Laredo Kid bat Crazzy Steve (c)                                                                                        | Match simple pour le TNA Digital Media Championship               | 8:40  |
| 3P | Spitfire (Dani Luna et Jody Threat) (c) bat DECAY (Havok et Rosemary)                                                  | Tag Team match pour les TNA Knockouts World Tag Team Championship | 10:30 |
| 4 | Mustafa Ali (c) bat Jake Something                                                                                     | Match simple pour le TNA X Division Championship                  | 10:00 |
| 5 | Rich Swann (avec A.J. Francis) bat Joe Hendry                                                                          | Match simple                                                      | 8:40  |
| 6 | Frankie Kazarian bat Eric Young                                                                                        | Full Metal Mayhem match                                           | 15:20 |
| 7 | Mike Santana bat Steve Maclin                                                                                          | Match simple                                                      | 8:10  |
| 8 | The System (Brian Myers et Eddie Edwards) (c) (avec Alisha Edwards) bat Speedball Moutain (Mike Bailey et Trent Seven) | Tag Team match pour les TNA World Tag Team Championship           | 12:50 |
| 9 | Josh Alexander bat Hammerstone                                                                                         | Last Man Standing match                                           | 19:50 |
| 10 | Jordynne Grace (c) bat Steph De Lander                                                                                 | Match simple pour le TNA Knockouts World Championship             | 12:15 |
| 11 | Moose (c) bat Nic Nemeth                                                                                               | Match simple pour le TNA World Championship                       | 17:10 |
| La lettre C placée entre parenthèses désigne la personne ou l’équipe championne en titre. P – indique que le match a eu lieu lors du pré-show | |                                                                   |       |